# Anastetha raripila
Anastetha raripila is een keversoort uit de familie boktorren (Cerambycidae). De wetenschappelijke naam van de soort is voor het eerst geldig gepubliceerd in 1866 door Pascoe.